# 샬럿 매키니
샬럿 매키니(Charlotte McKinney, 1993년 8월 6일 ~ )는 미국의 모델, 배우이다.